# جوناس جونسون (لاعب كرة قدم)
جوناس جونسون هو لاعب كرة قدم ومدرب كرة قدم سويدي في مركز الوسط، ولد في 10 نوفمبر 1975 في ستوكهولم في السويد.لعب مع نادي آسيريسكا ونادي بران.

## وصلات خارجية
- جوناس جونسون (لاعب كرة قدم) على موقع اتحاد النرويج (النرويجية)